# Enzo Corvi
Enzo Corvi (* 23. Dezember 1992 in Cazis) ist ein Schweizer Eishockeyspieler, der seit Juli 2012 beim HC Davos aus der Schweizer National League unter Vertrag steht und dort auf der Position des Centers spielt. Mit dem HCD gewann Corvi im Jahr 2015 die Schweizer Meisterschaft.

## Karriere
Corvi war zunächst im Nachwuchs des EHC Chur aktiv, für den er im Verlauf der Saison 2008/09 sein Debüt in der höchsten Schweizer Amateurliga gab. Nach dem Abstieg in die zweithöchste Amateurliga sammelte der Bündner parallel Spielpraxis bei den Churern Elite-Junioren. Nach dem Wiederaufstieg in die höchste Amateurspielklasse wurde Corvi im Frühjahr 2012 vom HC Davos aus der National League A (NLA) unter Vertrag genommen. In der Spielzeit 2012/13 absolvierte der Angreifer auf Leihbasis acht Partien für den HC Thurgau in der National League B (NLB).
Mit dem HC Davos nahm er 2012 am prestigeträchtigen Spengler Cup teil und verlor das Endspiel gegen das Team Canada mit 2:7. An diesem Turnier erzielte Corvi am 28. Dezember 2012 im Spiel gegen die Adler Mannheim sein erstes Tor für die erste Mannschaft des HC Davos. Corvi hatte das Privileg zusammen mit Joe Thornton und Sven Ryser eine Sturmlinie zu bilden. In der Saison 2013/14 gelang dem Rechtsschützen schliesslich der Durchbruch in der höchsten Schweizer Profiliga, als er in insgesamt 54 NLA-Spielen auflief und 19 Scorerpunkte erzielte. Im darauffolgenden Spieljahr gewann Corvi mit dem HC Davos die Schweizer Meisterschaft. Im Februar 2016 unterzeichnete der Stürmer einen neuen Vertrag bis Ende April 2019. Die Saison 2016/17 schloss er intern als drittbester Punktesammler ab, lediglich Andres Ambühl und Perttu Lindgren waren erfolgreicher.

### International
Corvi stand für die Schweizer A-Nationalmannschaft erstmals im Verlauf der Saison 2015/16 auf dem Eis. Dabei kam er zu zwei Einsätzen und einem Torerfolg. Für die Schweiz nahm der Bündner an den Olympischen Winterspielen 2018 in Pyeongchang und der Weltmeisterschaft 2018 teil. Bei den Welttitelkämpfen 2018 gewann er mit den Eidgenossen die Silbermedaille. Weitere Einsätze folgten bei den Weltmeisterschaften der Jahre 2021, 2022 und 2023 sowie den Olympischen Winterspielen 2022 in Peking.

## Erfolge und Auszeichnungen
| - 2011 Meister der Ost-Gruppe der 2. Liga und Aufstieg in die 1. Liga mit den EHC Chur Capricorns - 2015 Schweizer Meister mit dem HC Davos - 2021 NL Media Swiss All-Star Team | - 2023 NL Media Swiss All-Star Team - 2023 Spengler-Cup-Gewinn mit dem HC Davos |

### International
- 2018 Silbermedaille bei der Weltmeisterschaft

## Karrierestatistik
Stand: Ende der Saison 2024/25

### International
Vertrat die Schweiz bei:
| - Olympischen Winterspielen 2018 - Weltmeisterschaft 2018 - Weltmeisterschaft 2021 | - Olympischen Winterspielen 2022 - Weltmeisterschaft 2022 - Weltmeisterschaft 2023 |

(Legende zur Spielerstatistik: Sp oder GP = absolvierte Spiele; T oder G = erzielte Tore; V oder A = erzielte Assists; Pkt oder Pts = erzielte Scorerpunkte; SM oder PIM = erhaltene Strafminuten; +/− = Plus/Minus-Bilanz; PP = erzielte Überzahltore; SH = erzielte Unterzahltore; GW = erzielte Siegtore; 1 Play-downs/Relegation; Kursiv: Statistik nicht vollständig)